# アーメル・シャフィーア
アーメル・シャフィーア (アラビア語: عامر شفيع、Amer Shafi、1982年2月14日-)は、ヨルダンのアンマン出身の元サッカー選手。ポジションはGK。元ヨルダン代表。愛称は「アジアの鯨」。
日本語ではアメル・シャフィと表記されることがある。

## 経歴
元々はミッドフィールダーだったが、後にゴールキーパーへと転向した。
1999年に母国ヨルダンのクラブアル・ヤルムークFCでキャリアをスタート。数年間プレーし活躍が認められヨルダン代表に選出。
2002年の国際親善試合、対ケニア代表戦でAマッチデビューを果たす。2004年のAFCアジアカップ2004で正GKにへと抜擢されると、初出場だったヨルダン代表の1次リーグ突破に貢献。準々決勝で日本代表と対戦し、PK戦にまでもつれる死闘を演じるなど、最後まで日本代表を苦しめた。　
2013年の2014 FIFAワールドカップ・アジア4次予選でも日本と対戦。遠藤保仁のPKをセーブするなど、ファインセーブを連発してヨルダン代表の勝利に大きく貢献した。
2011年、2015年、2019年のAFCアジアカップなど国際大会での傑出したパフォーマンスが評価され、ヨーロッパの複数クラブから獲得オファーを受けるも、家庭の事情やヨルダン代表でのキャリアを優先し、中東のクラブでのプレーを継続している。
2021年2月に現役引退を表明した。

## 人物
アクロバティックなセーブを多く見せる事から、"アジアの鯨"というニックネームを付けられている。
2018年11月に行われたインド代表との国際親善試合で、長いパントキックが相手のペナルティーエリア内で着地してそのままゴールに入り、世界的に話題となった。

## 代表成績
2021年12月21日現在
| チーム       | 年   | 試合 | 得点 |
| ------------ | ---- | ---- | ---- |
| ヨルダン代表 | 2002 | 13   | 0    |
| ヨルダン代表 | 2003 | 7    | 0    |
| ヨルダン代表 | 2004 | 24   | 0    |
| ヨルダン代表 | 2005 | 1    | 0    |
| ヨルダン代表 | 2006 | 11   | 0    |
| ヨルダン代表 | 2007 | 4    | 0    |
| ヨルダン代表 | 2008 | 6    | 0    |
| ヨルダン代表 | 2009 | 7    | 0    |
| ヨルダン代表 | 2010 | 8    | 0    |
| ヨルダン代表 | 2011 | 17   | 0    |
| ヨルダン代表 | 2012 | 12   | 0    |
| ヨルダン代表 | 2013 | 14   | 0    |
| ヨルダン代表 | 2014 | 4    | 0    |
| ヨルダン代表 | 2015 | 14   | 0    |
| ヨルダン代表 | 2016 | 6    | 0    |
| ヨルダン代表 | 2017 | 5    | 0    |
| ヨルダン代表 | 2018 | 7    | 1    |
| ヨルダン代表 | 2019 | 13   | 0    |
| ヨルダン代表 | 2020 | 2    | 0    |
| ヨルダン代表 | 2021 | 1    | 0    |
| 通算         | 通算 | 176  | 1    |